# Mönchstraße 3 (Stralsund)
Das Gebäude Mönchstraße 3 in Stralsund ist ein denkmalgeschütztes Bauwerk in der Mönchstraße.

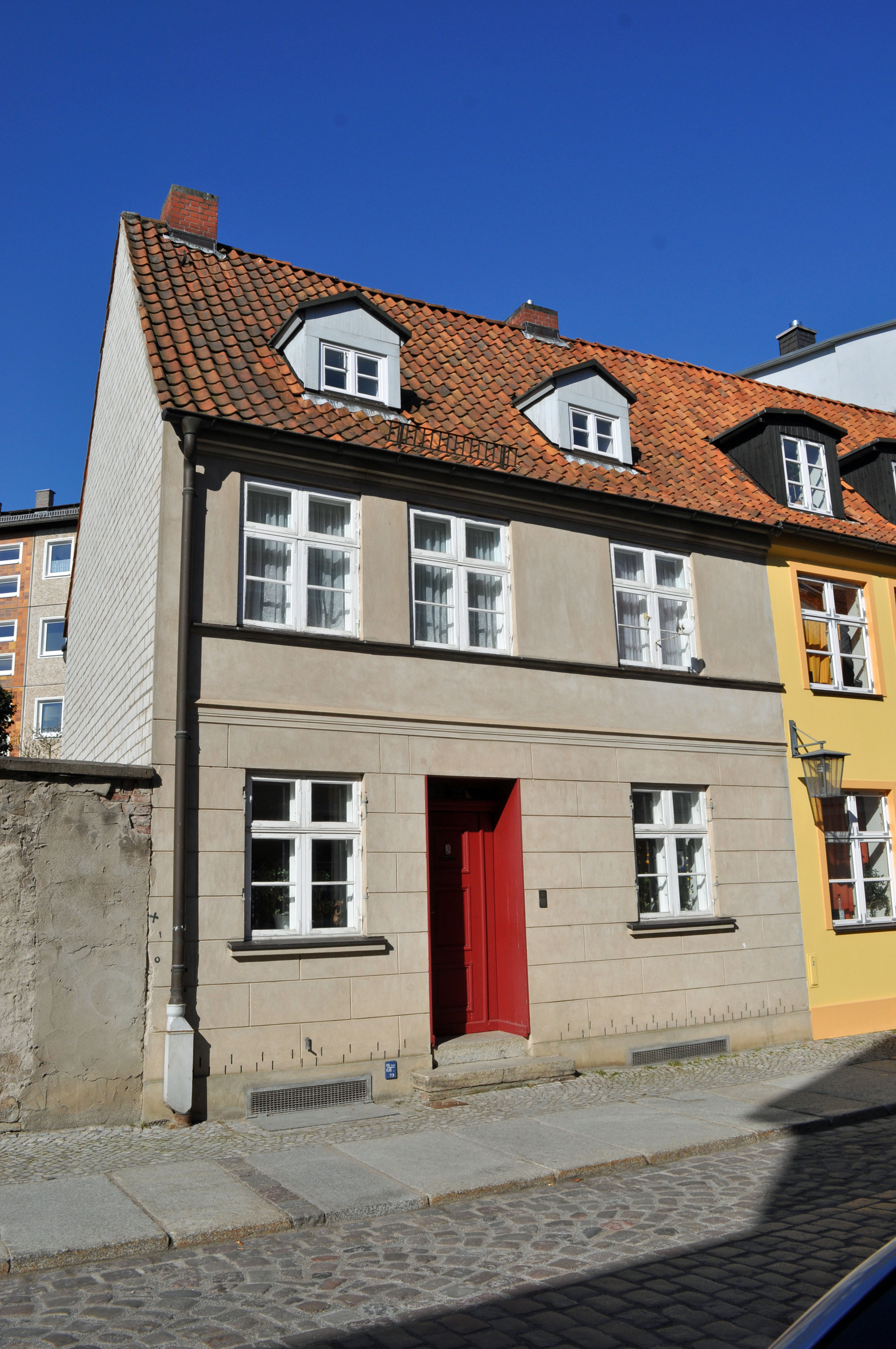
Haus Mönchstraße 3 in Stralsund (2012)

Das zweigeschossige Traufenhaus wurde vermutlich im 17. Jahrhundert in Fachwerkbauweise errichtet. Die Fassade wurde im 18. Jahrhundert verputzt und dabei eine Putznutung angebracht. Im Jahr 1988 wurde das Haus restauriert.
Das Haus im Kerngebiet des von der UNESCO als Weltkulturerbe anerkannten Stadtgebietes des Kulturgutes „Historische Altstädte Stralsund und Wismar“ ist in die Liste der Baudenkmale in Stralsund eingetragen.